# Senne Leysen
Senne Leysen (Tielen, 18 de marzo de 1996) es un ciclista belga.

## Biografía
Es hijo de Bart Leysen, un exciclista profesional que llegó a ser director deportivo del equipo WorldTour Lotto Soudal.
En 2012 se coronó campeón de Bélgica y campeón de la provincia de Amberes en el ejercicio de contrarreloj en la categoría de júnior (15/16 años).
En 2015 se unió al equipo Lotto Soudal U23. En abril se proclamó campeón de la provincia de Amberes en la contrarreloj sub-23. También en primavera, terminó sexto en el campeonato belga de contrarreloj sub-23, luego quinto y mejor corredor joven en el Tour de Berlín.

## Palmarés
2020
- 1 etapa del Tour Bitwa Warszawska 1920

## Resultados en Grandes Vueltas
Durante su carrera deportiva ha conseguido los siguientes puestos en las Grandes Vueltas.
| Carrera | Carrera         | 2018 | 2019 | 2020 | 2021  | 2022  | 2023 | 2024 |
| ------- | --------------- | ---- | ---- | ---- | ----- | ----- | ---- | ---- |
|         | Giro de Italia  | —    | —    | —    | 101.º | 118.º | 91.º | —    |
|         | Tour de Francia | —    | —    | —    | —     | —     | ―    | ―    |
|         | Vuelta a España | —    | —    | —    | ―     | —     | —    | —    |

—: no participa

Ab.: abandono

## Equipos
- Lotto Soudal (stagiaire) (08.2017-12.2017)
- Vérandas Willems-Crelan (2018)
- Roompot-Charles (2019)
- Alpecin (2019-2024)
  - Alpecin-Fenix (2020-2022)[3]
  - Alpecin-Deceuninck (2022-2024)[4]